# Magic Bus (singolo)
Magic Bus è il 14° singolo del gruppo rock britannico The Who, pubblicato nel 1968 nel Regno Unito; venne pubblicato anche negli USA con un diverso lato B.

## Tracce

### Edizione UK
Lato A
1. Magic Bus – 3:10 (Pete Townshend)

Lato B
1. Dr. Jekyll and Mr. Hyde (John Entwhistle)

### Edizione USA
Decca Records (32362) - 27 luglio 1968
Lato A
1. Magic Bus – 3:10 (Pete Townshend)

Lato B
1. Someone's Coming – 2:26 (John Entwhistle)

## Storia
La composizione del brano Magic Bus risaliva al 1965, tuttavia la band non registrò la canzone fino al 1968 pubblicandola poi su 45 giri nel luglio dello stesso anno negli Stati Uniti. Con il passare degli anni, Magic Bus è diventata una delle canzoni più celebri del gruppo e una presenza fissa durante i concerti, sebbene all'epoca della pubblicazione, il singolo avesse raggiunto solamente la posizione numero 26 in Gran Bretagna e la numero 25 negli Stati Uniti. L'arrangiamento del brano utilizza delle percussioni latine con l'impiego di strumenti chiamati "claves" (o "legnetti"). Si tratta di un paio di piccole bacchette di legno che emettono un caratteristico suono acuto quando vengono sbattute una contro l'altra. Gli Who avevano già precedentemente fatto uso di questi strumenti nella canzone Disguises, incisa nel 1966.
La traccia ricorre al tipico battito alla Bo Diddley per il suo ritmo.
La canzone non venne subito registrata dagli Who all'epoca della sua composizione, ma il management della band era in possesso di un nastro demo di Townshend che eseguiva il pezzo risalente al 1966. Una versione del brano venne pubblicata su 45 giri nel Regno Unito nell'aprile 1967 da un gruppo musicale misconosciuto di nome The Pudding senza riscuotere alcun successo.
Normalmente la canzone viene eseguita in duetto, con il passeggero dell'autobus, Roger Daltrey, che prende ogni giorno il mezzo per andare a trovare la propria ragazza. Nel brano egli chiede all'autista, Townshend, di vendergli il bus, ma l'offerta viene rifiutata. Dopo aver contrattato un po', il guidatore acconsente e gli vende il mezzo con il quale il ragazzo andrà tutti i giorni dalla sua bella.
L'LP originale e le audiocassette della compilation Meaty Beaty Big and Bouncy includono una versione più lunga della canzone in formato "falso stereo" che non è stata inclusa nella versione in compact disc.  Tuttavia, il 25 luglio 2007, la Universal Japan ha ristampato l'album in formato mini-LP con inclusa la versione lunga. Questa versione ha inoltre una traccia vocale alternativa, un'estesa sezione mediana, e non sfuma alla fine.
Il pezzo apparve nel film del 1979 The Kids Are Alright e venne successivamente pubblicato sull'album della colonna sonora. Questa versione è in mono, ma rallentata di un semitono circa rispetto alla versione normale.
Gli Swervedriver hanno inciso una cover della canzone, che è stata inclusa nella colonna sonora del film Piovuta dal cielo.